# Gerhard Fromm
Gerhard Fromm (* 8. März 1932 in Berlin)  ist ein deutscher Kameramann, Filmtechniker und Fachautor.

## Werdegang
Gerhard Fromm ist Sohn eines Kolonialwarenhändlers und Kafferösters aus Berlin-Karlshorst. Er lernte im väterlichen Geschäft den Kaufmanns Beruf. Aus Interesse für Fotografie wechselte er als Fachverkäufer in ein Fotogeschäft. Im DEFA-Kopierwerk Köpenick lernte Fromm Farbfotolaborant, Filmtechniker und Filmvorführer.  1956 ging er als Lichtbestimmer  zum Kopierwerk von Arnold & Richter nach München. Dort warb ihn Anfang der 1960er Jahre ein Produzent ab, als Kameraassistent und Farbfilm-Supervisor für seinen ersten großen Farb-Kinofilm.
Gerhard Fromm arbeitete als Schwenker für die 65-mm-Produktion Onkel Toms Hütte (1965) unter Kameramann Heinz Hölscher und war bei mehreren Großproduktionen Assistent von Sven Nykvist. Als Kameramann hat er viele Spiel-, Dokumentar- und Fernsehfilme realisiert. Gerhard Fromm ist außerordentliches Mitglied im Berufsverband Kinematografie (BVK).

## Filmtechnik Fromm
Weil Fahraufnahmen aus einem Auto mit der Arriflex 35 Filmkamera wegen der hohen Kassette unmöglich waren, baute sich Gerhard Fromm Ende der 1960er Jahre eine nach hinten verlagerte Actionkassette. Mit seiner Firma Filmtechnik Fromm produzierte er dann diese Kassette erfolgreich in Serie für die Filmformate 35 mm und 16 mm. Weitere Produkte der Firma waren Regenabweiser, Helikoptermounts, Unterwassergehäuse und Spezialanfertigungen. Die Firma war von 1970 bis 2008 aktiv und mit Ständen auf der Photokina in Köln vertreten.

## Fachautor
Gerhard Fromm war ab Mitte der 1960er Jahre als Fachautor für die Zeitschrift „Der Deutsche Kameramann“  heute Film & TV Kameramann tätig. 1974 begann er mit der Bolex 16 Pro eine Serie von Sammelblättern zu Filmkameras, in denen vom Praktiker die Funktionsweise und Bedienung erklärt wird. Ungefähr 50 Kameras wurden bis zur Vorstellung der letzten professionellen Filmkamera Arriflex 416 im Jahr 2006 in den Sammelblättern beschrieben. Sein Fachwissen war auch bei anderen Fachzeitschriften wie „Großformat“, „Colorfilm“,  Schmalfilm und  „Camera Magazin“ gefragt.

## Filmografie (Auswahl)
als DoP Kino
- 1989: Architektur des Untergangs (Regie Peter Cohen)
- 1983: Happy Weekend (Regie Murray Jordan)
- 1969: Ellenbogenspiele  (Regie  Wolfgang Becker)
- 1965: Die Nuba (Regie Leni Riefenstahl)

als DoP Fernsehen
- 1986: Schatzsucher unserer Tage (Regie Rolf von Sydow)
- 1972–81: Das feuerrote Spielmobil
- Versunkene Fürstentümer  (Regie Gerd Herm)

als Schwenker, Operator, Second Unit für Kino
- 1981: James Bond 007 – In tödlicher Mission (Ski Team  Willy Bogner)
- 1981:  Das Boot (Unterwasserkameratechnik)
- 1967: Das Schlangenei
- 1977: Twilight`s Last Gleaming (Operator)
- 1971: Willi Wonka & die Schokoladenfabrik (Operator)
- 1969: Babeck – 3-teiliger-TV-Krimi (Operator)
- 1965: Onkel Toms Hütte (Operator)